# Eutheria piperata
Eutheria piperata es una especie de insecto coleóptero de la familia Chrysomelidae.
Fue descrita científicamente en 1870 por Burmeister.